# Jan Brokoff
Jan Brokoff, també escrit en alemany Johann Brokoff, Brokof o Prokop, (Spišská Sobota, 23 de juny de 1652 - Praga, 28 de desembre de 1718) va ser un escultor i tallador barroc eslovac d'origen alemany. Va treballar i va viure a Bohèmia. Els seus fills, Michal Jan Josef Brokoff i Ferdinand Maxmilián Brokoff també van ser escultors.

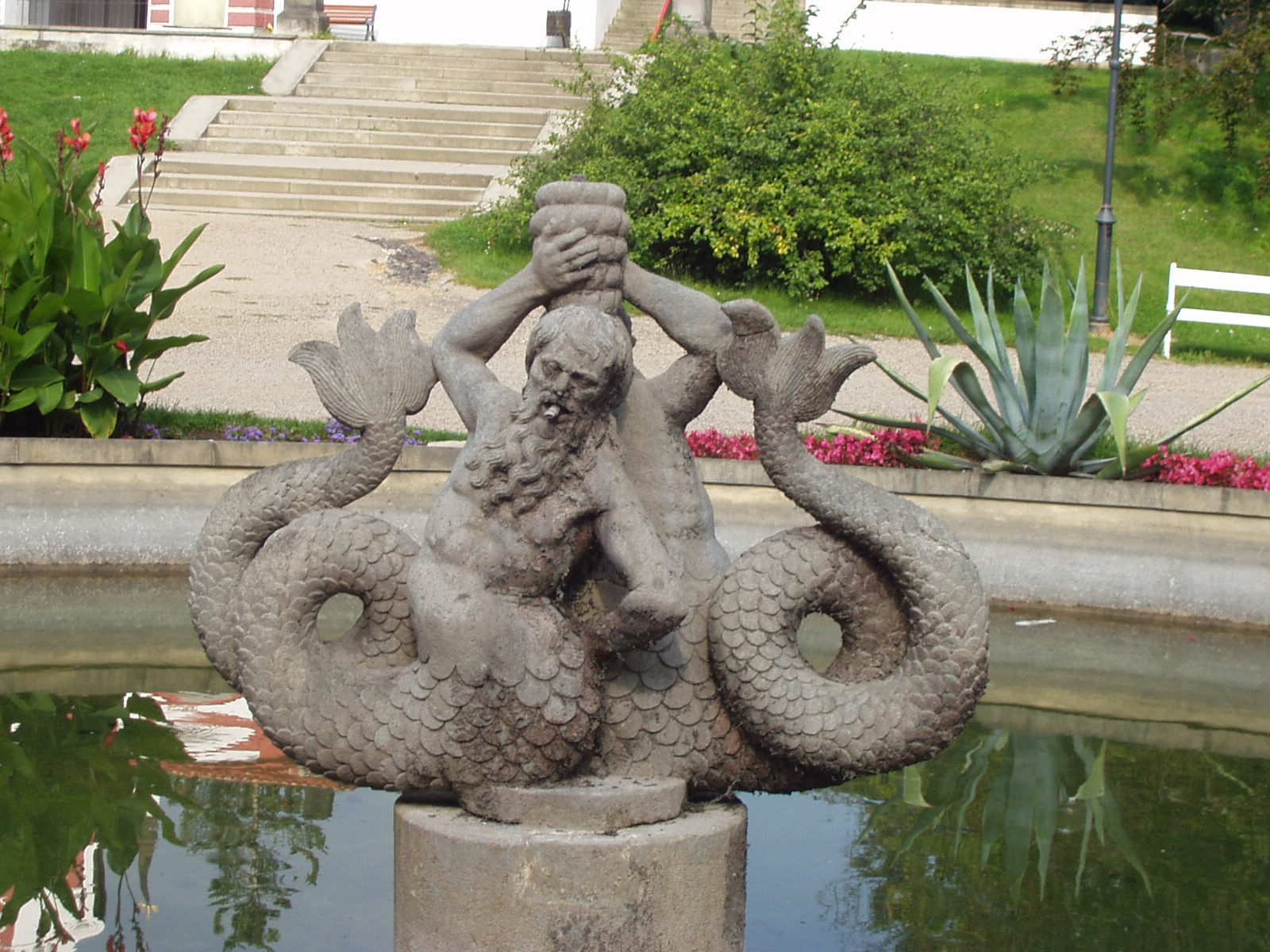
Estàtua de tritó al parc del castell de Klasterec nad Ohri

## Biografia

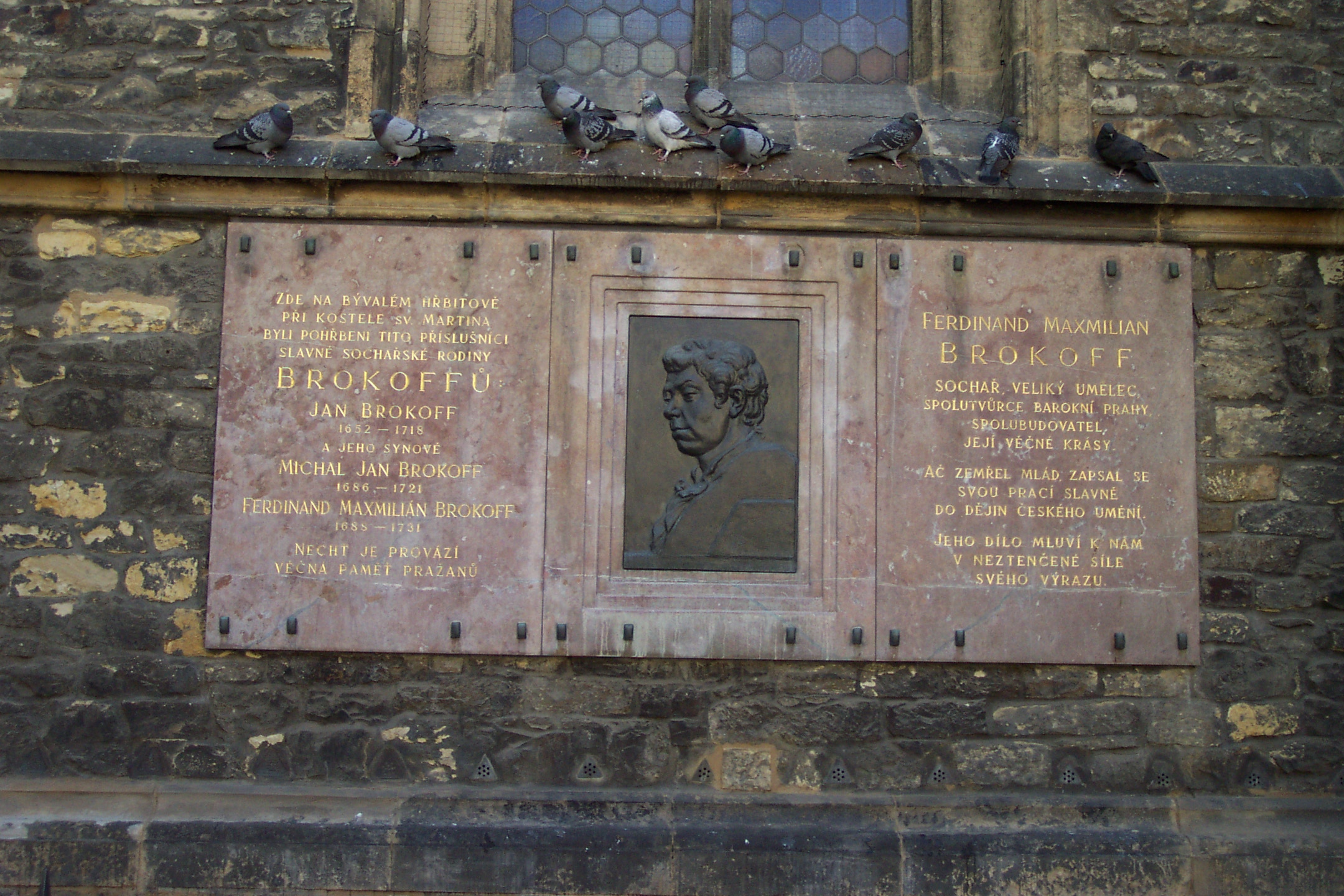
Làpida dels Brokoff

Jan Brokoff va néixer a Georgenberg (eslovè: Spišská Sobota, en hongarès, Szepesszombat), al Comtat de Zips, llavors part d'Hongria. Després d'estudiar a Ratisbona el 1675 va arribar fins a Praga. Cap a 1680 Brokoff va deixar Eslovàquia i va treballar en diversos llocs, sobretot a l'oest de Bohèmia. Cap a 1692 es va instal·lar amb la seva família a la Ciutat Vella de Praga, on va obrir una botiga en la cantonada dels carrers Skorepka i Uhelnéhoy i va adquirir la ciutadania de Praga l'any 1693. Abans (el 1682) s'havia convertit al catolicisme. Més tard va viure, sense deixar Praga, a la desapareguda casa Salátů de l'Avinguda Nacional.
Amb la seva esposa Alžbetou (Isabel) va tenir quatre fills, Michal Jan Josef, Ferdinand Maxmilián, Antonín Šebastián i Anna Eleanor. Michal Jan Josef i Ferdinand Maxmilián es van fer càrrec del negoci d'escultures després de la mort del seu pare; Ferdinand Maxmilián es va convertir en la figura més destacada de la família en sobreviure a Michal Jan Josef, mort en 1721 i Antonín Sebastián es va convertir en poeta laureado per de la Cort de Viena.
Johann Brokoff i els seus fills estan enterrats en el cementiri Església de Sant Martin intramurs de Praga, on una placa conserva els seus noms.

## Obres
Les primeres obres de Jan Brokoff van ser creades de forma individual i posteriorment va col·laborar amb dels seus fills. Les obres més conegudes de Jan Brokoff són l'estàtua de Sant Joan Nepomucè al Pont de Cares. Inicialment tallada en fusta, va ser reproduïda en bronze per a la seva instal·lació en el pont. L'original de fusta es troba a l'Església de Sant Joan Nepomucè al Penyal (en txec, Kostel svatého Jana Nepomuckého na Skalce).
És també l'autor d'altres escultures de la decoració escultòrica original del pont: l'estàtua de la Pietat, que va ser transferida el 1859 a l'Hospital de les Germanes de la Caritat de Sant Carles Borromeu (hospital del pujol de Petrin), les estàtues de Sant Josep i el Baptisme de Crist, que van ser destruïdes durant la Revolució de 1848 i avui formen part de les col·leccions del Lapidarium del Museu Nacional de Praga. Fins a l'actualitat, també han arribat en el Pont de Carles tres estàtues de santes (Santa Isabel, Santa Margarida, Santa Bàrbara), realitzades en 1707, en les quals, sens dubte, va treballar amb els seus fills.